# Interstate 55
Az Interstate 55 (I-55, 55-ös országos autópálya) az Amerikai Egyesült Államok középső részén, észak-dél irányban szeli át az országot, ezzel összeköti a Mexikói-öblöt és a Nagy-tavakat (a Michigan-tónál ér véget). LaPlace-ből, Louisiana államból indul és Chicago-ban, Illinois államban ér véget. Útja során 6 államon halad át. Teljes hosszúsága több, mint 1550 km.

## Nyomvonala
| állam   | mérföld | kilométer |
| ------- | ------- | --------- |
| LA      | 65,81   | 105,91    |
| MS      | 290,41  | 467,37    |
| TN      | 12,28   | 19,76     |
| AR      | 72,22   | 116,22    |
| MO      | 210,45  | 338,69    |
| IL      | 293,80  | 472,72    |
| Teljes: | 964,25  | 1 551,81  |

### Államok

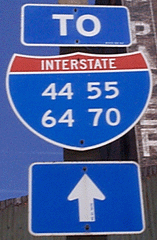
Az I-44/I-55/I-64/I-70 egy táblán, St. Louis belvárosában, Missouri államban

- Louisiana
- Mississippi
- Tennessee
- Arkansas
- Missouri
- Illinois

### Nagyobb városok
- Jackson, Mississippi
- West Memphis, Arkansas
- St. Louis, Missouri
- Springfield, Illinois
- Chicago, Illinois

### Fontosabb kereszteződések
- Interstate 10 - LaPlace, Louisiana
- Interstate 20 - Jackson, Mississippi
- Interstate 69 - Hernando (MS) és West Memphis (AR) között
- Interstate 40 - West Memphis, Arkansas
- Interstate 57 - Sikeston, Missouri
- Interstate 44 és  Interstate 64 - Saint Louis, Missouri
- Interstate 70 - Saint Louis, Missouri
- Interstate 72 - Springfield, Illinois
- Interstate 74 - Bloomington, Illinois
- Interstate 39 - Normal, Illinois
- Interstate 80 - Channahon, Illinois
- Interstate 90 és  Interstate 94 - Chicago, Illinois

## Fordítás
- Ez a szócikk részben vagy egészben  az   Interstate 55 című angol Wikipédia-szócikk fordításán alapul.  Az eredeti cikk szerkesztőit annak laptörténete sorolja fel. Ez a jelzés csupán a megfogalmazás eredetét és a szerzői jogokat jelzi, nem szolgál a cikkben szereplő információk forrásmegjelöléseként.